# Callosciurus
Callosciurus — рід ссавців з родини вивіркових (Sciuridae). Представники роду зустрічаються переважно в Південно-Східній Азії, хоча кілька видів також зустрічаються в Непалі, північно-східній Індії та Бангладеш. Деякі з видів оселилися на островах. Загалом рід містить 15 видів і численні підвиди. Етимологія: дав.-гр. κάλλος — «гарний», σκιά — «тінь», οὐρά — «хвіст».

## Морфологічні особливості
Довжина голови й тулуба Callosciurus коливається від 15 до 25 сантиметрів, плюс хвіст від 8 до 25 сантиметрів. Кілька видів надзвичайно барвисті. Callosciurus erythraeus забарвлена зверху в оливково-зелений колір, але має яскраво-червоний живіт. Callosciurus prevostii триколірна: чорна зверху, біла з боків і червоно-коричнева знизу. Callosciurus finlaysonii буває трьох різних морфів: одна червонувато-коричнева, інша суцільно чорна, а третя чисто біла. Види з дорсальними смугами в цьому роді не зустрічаються, деякі види мають бокові смуги як межу між дорсальним і черевним забарвленням. Callosciurus мають довгий хвіст і не мають характерних пучків волосся на кінчиках вух.

## Спосіб життя
Більшість видів є мешканцями тропічних лісів, але деякі види також стали рідними для парків і садів Південно-Східної Азії. Вони займають екологічну нішу деревних вивірок у лісах Південної та Південно-Східної Азії, яку займають представники звичайних вивірок у Голарктиці. Вони будують свої гнізда на деревах з частин рослин. Вони живуть поодинці й народжують від одного до п'яти дитинчат. Як це характерно для вивірок, їхній раціон складається з горіхів, фруктів і насіння, а також комах і пташиних яєць.